# 高松地方気象台

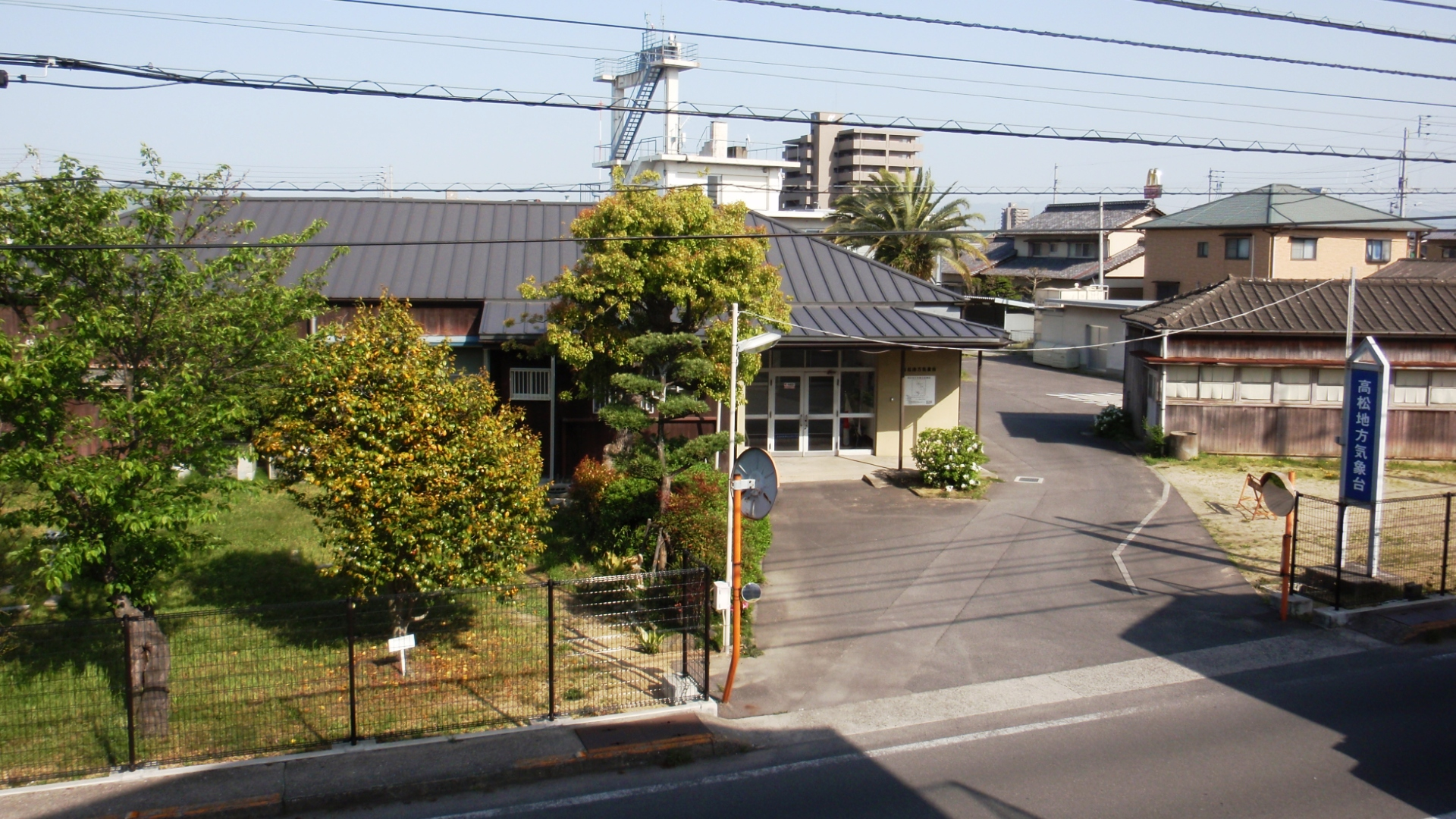
移転前の旧庁舎（敷地内の観測露場は残置）

高松地方気象台（たかまつちほうきしょうだい）は、香川県高松市にある地方気象台。大阪管区気象台の管轄であり、四国地方を統括する予報中枢官署である。

## 概要
香川県の地上気象、生物季節の観測、地震の震度観測などを行い、天気予報・週間天気予報、気象注意報・警報・情報、地震情報・緊急地震速報、噴火警報・噴火予報の発令を行うほか、地方予報中枢として四国地方の気象状況の監視も行っている。
庁舎は瀬戸内海や高松駅に面した高松サンポート合同庁舎内に位置しているが、観測露場は旧庁舎所在地であり南へ約4km内陸にある住宅街の中（伏石町）にある。旧庁舎は開設から76年間、所在地名の変更を経たものの一貫して同じ場所に位置し、当時周辺は一面の農村地帯であったものが完全に市街地化した。旧庁舎の解体跡地には2020年に高松市太田コミュニティセンターが移転している。

## 沿革
- 1892年（明治25年）7月1日 - 香川県立多度津測候所として多度郡多度津町大字新町字大栴檀251番地に開設。
- 1899年（明治32年）4月1日 - 郡の廃合により仲多度郡多度津町大字新町字大栴檀251番地に所在地名変更（1981年9月27日、住居表示実施により仲多度郡多度津町家中6番4号に所在地名変更）。
- 1903年（明治36年）1月30日 - 香川県立多度津一等測候所と改称。
- 1919年（大正8年）5月14日 - 香川県立多度津測候所と改称。
- 1939年（昭和14年）11月1日 - 国営移管、中央気象台多度津測候所となる
- 1941年（昭和16年）3月31日 - 高松測候所が高松市伏石町字鹿膽地1280番地に開設。
- 1941年（昭和16年）9月1日 - 気象観測業務を開始。
- 1941年（昭和16年）9月15日 - 予報業務を開始。
- 1941年（昭和16年）12月25日 - 地震観測業務を開始。
- 1943年（昭和18年）10月1日 - 多度津測候所が高松測候所の所轄となる。
- 1945年（昭和20年）8月11日 - 高松管区気象台と改称（高松測候所を併置）。
- 1949年（昭和24年）6月1日 - 高松測候所を廃止。
- 1949年（昭和24年）11月1日 - 高松地方気象台と改称（総務課、予報課、観測課、通信課）。
- 1969年（昭和44年）11月8日 - 高松市伏石町字鹿膽地1277番地1に所在地名変更。
- 1975年（昭和50年）9月30日 - 大気汚染気象センターを設置。
- 2001年（平成13年）4月1日 - 大気汚染気象センターを廃止。
- 2002年（平成14年）4月1日 - 通信課を廃止、防災業務課を設置。
- 2003年（平成15年）4月1日 - 予報課及び観測課を廃止、観測予報課を設置。
- 2006年（平成18年）4月1日 - 高松空港出張所が関西航空地方気象台の下部組織となる。
- 2008年（平成20年）11月1日 - 太田第2土地区画整理事業により高松市伏石町2016番地29に所在地名変更。
- 2017年（平成29年）11月9日 - 現在地（高松サンポート合同庁舎南館8階）に移転。観測露場は残置し無人観測を継続[1]。

## 組織
- 高松地方気象台台長
  - 次長
  - 広域防災管理官、気象防災情報調整官、地震津波火山防災情報調整官
    - 業務・危機管理官
      - 業務係

    - 防災管理官
      - 調査官、地域防災官、防災気象官、土砂災害気象官、水害対策気象官、南海トラフ地震防災官、防災業務係、防災指導係、地域防災係、情報業務係

    - 観測予報管理官
      - 調査官、主任予報官、統括予報官、予報官、気象情報官、主任技術専門官、技術専門官、現業班、予報連絡係

## 天気予報区分
香川県東部
- 高松地域 - 高松市及び香川郡直島町
- 小豆 - 小豆郡土庄町及び小豆島町
- 東讃 - 東かがわ市、さぬき市及び木田郡三木町

香川県西部
- 中讃 - 坂出市、丸亀市、善通寺市、綾歌郡宇多津町、綾川町、仲多度郡琴平町、多度津町及びまんのう町
- 西讃 - 観音寺市及び三豊市

## 観測所
- 高松●■（高松市伏石町）
- 香南●（高松市香南町由佐）
- 多度津特別地域気象観測所●■（仲多度郡多度津町家中）
- 内海●（小豆郡小豆島町西村）
- 引田●（東かがわ市南野）
- 滝宮●（綾歌郡綾川町北）
- 財田●（三豊市財田町財田上）
- 竜王山●
- 高松検潮所
- 坂出◆
- 土庄■
- 東かがわ■
- 観音寺■

アメダス
- ●：降水量、風向・風速、気温、湿度の観測（湿度観測は2021年（内海・引田）、2023年（滝宮・財田）から）
- ●：降水量の観測

地震計・震度計
- ■：震度の観測
- ◆：震度・精密な地震波形の観測

高松は本庁舎ではなく伏石町の旧庁舎敷地内の露場で観測している。香南アメダスは関西航空地方気象台高松航空気象観測所内に設置されている。

## 主な観測史上記録
- 日降水量 210.5mm（2004年10月20日）
- 最大24時間降水量 228.0mm（1987年10月16日）
- 月降水量の多い方から 629.1mm（1965年9月）
- 月降水量の少ない方から 1.1mm（1965年8月）
- 日最高気温の高い方から 38.6℃（2013年8月11日）
- 日最高気温の低い方から 氷点下0.2℃（1943年1月12日）
- 日最低気温の低い方から 氷点下7.7℃（1945年1月28日）
- 日最低気温の高い方から 29.3℃（2017年8月25日）
- 最小相対湿度 5%（1999年4月30日）
- 日最大瞬間風速 北東39.5m/s（1965年9月10日）

## 所在地
- 庁舎：香川県高松市サンポート3番33号 高松サンポート合同庁舎南館8階
- 露場：香川県高松市伏石町2016番地29（2017年までの庁舎所在地）

## 交通機関
- JR「高松駅」より北へすぐ
- ことでん高松築港駅より西へ徒歩約５分

## 地方予報区管内気象台
- 徳島地方気象台
- 松山地方気象台
- 高知地方気象台